# Гриценко, Евгений Александрович
Евгений Александрович Гриценко (укр. Євген Олександрович Гриценко; род. 5 февраля 1995, Донецк) — украинский футболист, вратарь клуба «Равшан».

## Карьера

### «Шахтёр» Донецк
Воспитанник футбольной академии донецкого «Шахтёра». В клубе футболист прошёл все юношеские команды, позже в 2012 году присоединился к третьей команде клуба, вместе с которым стал выступать во Второй лиге, где провёл 2 сезона. В 2014 году футболист отправился в молодёжный состав донецкого клуба, где смог закрепиться в роли основного. В июне 2017 года футболист был арендован «Мариуполем», однако спустя неделю футболист вернулся в распоряжение «Шахтёра».
В июне 2018 года «Мариуполь» снова взял футболиста в годовую аренду до конца сезона. В клубе футболист выступал лишь в молодёжном первенстве, несколько раз попадав в заявку основной команды клуба, однако за неё так и не дебютировал. По окончании срока арендного соглашения покинул клуб. Вернувшись в донецкий клуб футболист также продолжил выступать за молодёжный состав. В конце сезона футболист впервые попал в заявку основной команды клуба, по итогу которого «Шахтёр» стал чемпионом украинской Премьер-лиги. В июле 2022 года покинул клуб.

### «Ван» Чаренцаван
В ноябре 2022 года футболист присоединился к армянскому клубу «Ван». Дебютировал за клуб 28 ноября 2022 года в матче против клуба «Лернаин Арцах». За сезон футболист провёл всего лишь 2 матча в армянском чемпионате, после чего в конце года покинул клуб.

### «Равшан»
В феврале 2023 года футболист отправился на просмотр в таджикский клуб «Равшан», с которым вскоре заключил годовое соглашение. Дебютировал за клуб 1 апреля 2023 года в матче против клуба «Куктош». Футболист сразу же закрепился в основной команде клуба, став основным вратарём. Вместе с клубом стал обладателем Суперкубка Таджикистана, где в финале 6 мая 2023 года победили клуб «Истиклол», а сам футболист был признан лучшим игроком матча. В сентябре 2023 года футболист вместе с клубом отправился на матчи Кубка АФК. Первый матч на турнире сыграл 21 сентября 2023 года против туркменского клуба «Мерв». Вместе с клубом завершил групповой этап Кубка АФК на итоговом последнем месте, завершив своё выступление на турнире. По итогу сезона футболист вместе с клубом стал серебряным призёром чемпионата.
Новый сезон за клуб футболист начал 6 апреля 2024 года с матча против клуба «Баркчи», выйдя на поле с капитанской повязкой.

## Международная карьера
В период с 2014 года по 2015 год футболист выступал в молодёжной сборной Украины. Участник молодёжного чемпионата мира 2015 года.

## Достижения
«Равшан»
- Обладатель Суперкубка Таджикистана: 2023